# BNSF

Sieć kolejowa BNSF w 2009 roku; kolorem czerwonym zaznaczone linie kolejowe będące własnością BNSF, fioletowym – należące do innych operatorów, z których BNSF miało prawa korzystać

BNSF (właściwie Burlington Northern Santa Fe, LLC) – amerykańskie przedsiębiorstwo, którego działalność obejmuje głównie towarowy transport kolejowy na terenie Stanów Zjednoczonych, w szczególności w zachodniej i środkowej części kraju, gdzie ma faktyczny duopol wraz z konkurencyjnym przedsiębiorstwem Union Pacific Railroad, oraz Kanady. Jest to jeden z siedmiu towarowych przewoźników kolejowych klasy I, w 2021 roku największy pod względem długości sieci kolejowej oraz przychodów, Spółka stanowi własność holdingu Berkshire Hathaway, a jej siedziba mieści się w Fort Worth, w Teksasie.

## Działalność
W 2022 roku długość dróg kolejowych, na których operowały pociągi BNSF, wyłączając bocznice, wynosiła ponad 52 300 km (32 500 mil). Długość torów, wraz z bocznicami, a w przypadku dróg wielotorowych, wliczając osobno każdy tor, przekraczała 80 000 km (50 000 mil). Sieć przebiega przez terytorium 28 amerykańskich stanów oraz 3 kanadyjskich prowincji. BNSF jest właścicielem ponad 37 000 km dróg kolejowych (23 000 mil); pozostała część użytkowanej sieci należy do innych operatorów. Tabor kolejowy należący do BNSF lub wynajmowany długoterminowo obejmował około 7500 lokomotyw i 68 000 wagonów towarowych. Liczba pracowników wynosiła około 36 250. Przedsiębiorstwo obsługuje około 1200 pociągów dziennie.
W 2022 roku wielkość osiągniętego przychodu wyniosła 25,9 mld USD, z czego 24,5 mld USD (95%) pochodziło ze świadczenia usług transportu towarowego, w tym: 9,2 mld USD (36%) z transportu dóbr konsumpcyjnych (w tym samochodów), 5,7 mld USD (22%) – produktów rolnych, 3,9 mld USD (15%) – węgla, a 5,6 mld USD (22%) – innych dóbr przemysłowych. Zysk operacyjny wyniósł 8,6 mld USD, a zysk netto – 5,9 mld USD.

## Historia
Spółka BNSF powstała w 1995 roku z połączenia przedsiębiorstw kolejowych Burlington Northern, Inc. oraz Santa Fe Pacific Corporation, które również powstały w wyniku konsolidacji wcześniej istniejących spółek. Historia najstarszej z nich sięga otwartej w 1849 roku linii kolejowej Aurora Branch Railroad w stanie Illinois.
Do 2010 roku BNSF było spółką publiczną, wchodzącą w skład indeksu giełdowego S&P 500. Wówczas to wykupiona została przez holding Berkshire Hathaway, który pozostaje jej właścicielem do dziś. Do czasu przejęcia corocznie (1995–2010) figurowało w rankingu największych amerykańskich przedsiębiorstw Fortune 500.